# Malenka
Malenka war ein älteres russisches Volumen- und Getreidemaß. Das Maß wurde für Roggen genutzt.
- 1 Malenka = 13,1192837 Liter
- 1 Malenka = 1/16 Tschetwert 
  - 1 Tschetwert = 209,908539 Liter

Um die Position des Maßes zu verdeutlichen, war Maßkette etwa so: 
- 1 Tschetwerik = 2 Malenka = 4 Wedro/Eimer = 26,2385674 Liter